# قائمة ولاة الدولة الأموية

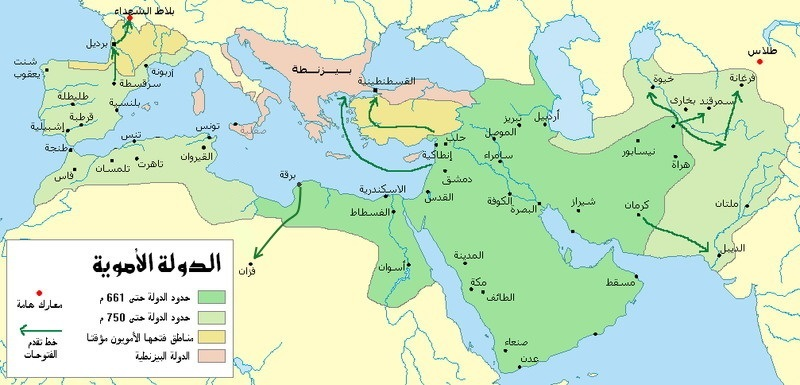
الدولة الأموية في أقصى اتساعها خلال عهد هشام بن عبد الملك (باللون الأخضر الفاتح).

كانت الدولة الأموية مقسمة إلى عدّة ولايات ذات حدود غير ثابتة، فقد كانت تتغير بين الحين والآخر وفق توسع الدولة. كان النظام الإداري في عهد الأمويين بسيطًا، فكان الأمويون يختارون ولاتهم من العرب الخلّص. واشتهر من عمّال الأمويين: عمرو بن العاص والي مصر، والحجاج بن يوسف الثقفي والي العراق. وقد كانت سلطة كل من هؤلاء شبه مطلقة في ولايته. وكانت مهمة الوالي في العصر الأموي تتمثل في إمامة الصلاة، وقيادة الجيش، وجباية الخراج، وإدارة البريد، وسائر الأعمال الإدارية. وكانت مصاريف الولاية يتم إخراجها من الضرائب المحلية، والفائض منها يُرسل إلى دمشق ليوضع في بيت المال. غير أنه في أواخر العهد الأموي، عندما أخذت سلطة الخليفة في دمشق تضعف، أخذ بعض من الولاة يحتفظون بالفائض لأنفسهم، فكونوا ثروات طائلة. ولم يكن منصب الوزارة معروفًا في العصر الأموي، فقد كان الخلفاء يستيعنون ببعض المساعدين، ولكنهم لم يسموا أحدًا منهم وزيرًا، ما عدا زياد بن أبيه الذي لقبه بعضهم بالوزير في عهد معاوية. وقد كانت تتبع الولايات تقسيمات إدارية فرعية، قد تتغير من وقت لآخر، وكانت أقل أهمية من الولايات، وأغلب ولاتها لم يكونوا معروفين ولم تكن تعطى ولاياتهم أهمية كبيرة. ومن أمثلة ذلك ولاية البصرة التي تبعها خلال معظم التاريخ كل المشرق وبلاد فارس، بما في ذلك خراسان وسجستان، كما كانت تُتبَع بها أحياناً أقاليم شرق الجزيرة العربية مثل البحرين واليمامة وعُمان، أو حتى تُجمَع مع الكوفة تحت وال واحد يسمى والي «العراقين». وكانت المدينة المنورة هي الولاية الأساسية في الجزيرة العربية، وأما شرق الجزيرة واليمن فكانت إما تسلم لولاة صغار أو تلحق بالولايات الأكبر كالبصرة، وأما مكة والطائف فكانتا تجمعان معاً حيناً، ومستقلتان حيناً، وتتبعان المدينة حيناً.

## العراق
| الكوفة       |                                           |                                       | |
| 41 - 49 هـ   | المغيرة بن شعبة                           | ؟ - 50 هـ                             | أسلم في عام الخندق، وشهد بيعة الرضوان وما بعدها، كما شهد اليمامة وفتح الشام واليرموك ونهاوند، وتشتهر قصة إيفاده إلى رستم في معركة القادسية. ثم ولي البصرة، لكن عمر عزله عنها وولاه الكوفة لاحقاً. وفي عهد معاوية أقنعه بتوليته الكوفة مجدداً، فكان ذلك |
| 50 - 53 هـ   | زياد بن أبيه                              | 1 - 53 هـ                             | عمل كاتباً لأبي موسى الأشعري ونبغ في عهد الخليفة الراشد عمر بن الخطاب. تولى عدة ولاية في عهد علي، فلما أراد معاوية بن أبي سفيان أن يستميله إليه ليستعين به على مناوئيه، ويمنعه من معاونة الحسن بن علي ولاه البصرة والكوفة |
| 54 - 55 هـ   | عبد الله بن خالد بن أسيد                  | ؟ - ؟                                 | ابن أخ عتاب بن أسيد، صحابي أموي أثنى عليه الرسول. استعانَ به زياد بن أبيه في إدارة فارس، واستخلفه زياد عليها بعد موته، فأقره معاوية. وكان هو من صلى في زياد عند موته |
| 56 - 58 هـ   | الضحاك بن قيس                             | ؟ - 64 هـ                             | من صغار الصحابة، روى عدة أحاديث. شهد فتح دمشق، وولاّه معاوية الكوفة، ثم ولاه دمشق من بعدها. دعا لعبد الله بن الزبير بعد وفاة يزيد بن معاوية فقُتلَ سنة 64 للهجرة خلال حرب مروان بن الحكم ضده |
| 59 هـ        | عبد الرحمن بن أم الحكم                    | أيام الرسول - أيام عبد الملك بن مروان | ابن أم الحكم ابنة أبي سفيان، أي أخت معاوية. ولاه معاوية على الكوفة بعد الضحاك، ثم عزله ووضعه على مصر، ثم عزله مجدداً ووضعه على الجزيرة، وظلّ كذلك حتى وفاة معاوية |
| 60 هـ        | النعمان بن بشير                           | 1 - 65 هـ                             | صحابي وأول مولود في الإسلام من الأنصار، وعندها حملته أمه إلى الرسول محمد فبشرها بأنه سيعيش حميداً ويُقتَل شهيداً ويدخل الجنة. كان يقدره معاوية ويثني عليه، وولاه الكوفة لذلك، وتوفي معاوية على هذه الحال، غير أن ابنه يزيد عزله بعد أن لم يكبح مسلم بن عقيل من دخول الكوفة وأخذ البيعة من أهلها الحسين |
| 61 - 64 هـ   | عبيد الله بن زياد                         | ؟ - 67 هـ                             | كان من مشاهير الولاة الأمويين. ولاه معاوية خراسان، ثم البصرة، وبعد قيام ثورات الخوارج وثورة الحسين ولاه يزيد بن معاوية على الكوفة والبصرة معاً لشدته وبطشه وبقي واليهما حتى وفاة يزيد، عندما طالب بالخلافة، غير أن أهل الكوفة طردوه، وقتل في سنة 66 أو 67 هـ خلال حربه مع جيش المختار بن أبي عبيد الثقفي |
| 64 هـ        | عامر بن مسعود الجمحي                      | 64 هـ - 64 هـ                         | هو عامر بن مسعود أمية بن خلف الجمحي، مختلف في ما إذا كان صحابياً أم لا. انقلب أهل الكوفة بعد موت يزيد على عامل عبد الله بن زياد ونصبوه مكانه، وعندما سيطر ابن الزبير على الخلافة أقرَّه والياً للكوفة |
| 64 هـ        | عبد الله بن يزيد الخطمي                   | حوالي 12 ق.هـ - قبل 70 هـ             | شهد بيعة الرضوان وما بعدها، وكان والده يزيد صحابياً. شهد وقعة صفين والنهروان. عزل ابن الزبير عامر بن مسعود عن الكوفة بعد ثلاثة شهور من بدء ولايته وولاّه مكانه |
| 65 هـ        | عبد الله بن مطيع                          | أيام الرسول - 73 هـ                   | صحابي، روى بعض الأحاديث عن الرسول. اشتهر بشجاعته وبأسه بين رجال قريش. ولاه ابن الزبير الكوفة، وقاتل معه طويلاً، حتى قُتلَ معه في مكة |
| 66 هـ        | المختار بن أبي عبيد الثقفي                | 1 - 67 هـ                             | أشعل ثورة على أيام يزيد مطالباً بالثأر لدم الحسين، ثم أعلن نفسه خليفة. تمكن بعد قتل عبيد الله بن زياد وهزم جيشه من السيطرة على الكوفة، ثم أرسل إلى ابن الزبير يعلن الطاعة، فأرسل ابن الزبير والياً إلى الكوفة للتحقق من صدقه غير أن المختار ردَّه |
| 67 - 70 هـ   | مصعب بن الزبير                            | ؟ - 72 هـ                             | أخو عبد الله بن الزبير، والقائد الذي أرسله لقتال المختار بن أبي عبيد الثقفي. تمكن مصعب بمساعدة المهلب بن أبي صفرة وآخرين من قيادة جيش، تمكن فيه من أخذ البصرة ثم الكوفة من المختار، فأصبح واليهما |
| 71 هـ        | قطن بن عبد الله الحري                     | ؟ - ؟                                 | لم يكن والياً على الكوفة إلا لـ40 يوماً، وذلك بعد أن قتل مصعب بن الزبير في معركة مع عبد الملك بن مروان، الذي بايعه بعدها أهل الكوفة، فعزل قطن بن عبد الله الحري |
| 72 - 73 هـ   | بشر بن مروان                              | ؟ - 74 هـ                             | هو ابن مروان بن الحكم وأخو عبد الملك، وقاتل مع المروانيين في معركة مرج راهط وغيرها. ولاه أخوه على الكوفة بعد أن هزم مصعب بن الزبير |
| 74 - 95 هـ   | الحجاج بن يوسف الثقفي                     | 41 - 95 هـ                            | أحد أشهر الولاة الأمويين على الإطلاق. ولاه عبد الملك البصرة والكوفة وخراسان وسجستان وسائر المشرق، ثم أقره ابنه الوليد بن عبد الملك، حتى توفيَّ في عهده. كان له دور كبير جداً في تثبيت أركان الدولة الأموية، وتنشيط الفتوحات، والحفاظ على أمن واستقرار الدولة. وقد قامت ثورة عبد الرحمن بن الأشعث خلال عهد ولايته بين سنتي 81 و83 هـ، وتمكّن ابن الأشعث من السيطرة لفترة على الكوفة خلال ذلك، وبايعه أهلها، فعرض عليهم عبد الملك خلع الحجاج لإرضائهم، غير أنهم رفضوا، فثبّت الحجاج، الذي انتصر لاحقاً على ابن الأشعث في وقعة دير الجماجم، فظلّ والياً على الكوفة والمشرق طوال عهد عبد الملك وأغلب عهد الوليد. وكان يقضي أغلب وقته في الكوفة ويترك نائباً له في البصرة وباقي المدن. وظل كذلك حتى وفاته قبل انتهاء خلافة الوليد بأقلّ من سنة                                   |
| 96 هـ        | يزيد بن أبي كبشة                          | ؟ - 99 هـ                             | مقدم السكاسك وصاحب الشرطة في عهد عبد الملك بن مروان، ثم ولاه الوليد على العراق بعد وفاة الحجاج. تولى أيضاً خراج السند في عهد سليمان بن عبد الملك |
| 96 هـ        | يزيد بن أبي مسلم الثقفي                   | ؟ - ؟                                 | أبو العلاء بن دينار الثقفي، مولى الحجاج وكاتبه ومشيره، تولى خلافة العراق في أيام الوليد بن عبد الملك. ،استخلفه الحجاج عند موته على أموال الخراج فضبطه، وأقره الوليد حتى قال: مثلي ومثل الحجاج وأبي العلاء كمن ضاع منه درهم فوجد دينارا. ثم ولي الخلافة سليمان، فطلب أبو العلاء في مال، وكان قصيرا دميما، كبير البطن، فنظر إليه سليمان فقال: لعن الله من ولاك. قال: لاتفعل ياأمير المؤمنين، فإنك رأيتني والأمور مدبرة عني، فلو رأيتني في الإقبال لاستعظمت مااستحقرت. فقال: قاتله الله ماأسد عقله. ثم قال: أترى الحجاج يهوي بعد في جهنم أو بلغ قعرها؟ قال: لاتقل ذاك فإنه يحشر مع من ولاه. فقال: مثل هذا فليصطنع. ثم إنه كشف عليه فلم يجده خان في درهم، وهم باستكتابه. ثم ولاه على إفريقية يزيد بن عبد الملك، فثارت عليه الناس ففتكوا به لظلمه سنة اثنتين ومائة.[1] |
| 97 هـ        | يزيد بن المهلب بن أبي صفرة                | 35 - 102 هـ                           | يشتهر بين العرب بشجاعته وبأسه. ولاه عبد الملك على خراسان بعد وفاة واليها أبيه المهلب بن أبي صفرة، حتى عزله بعد ست سنوات بنصيحة من الحجاج. ثم عندما جاء سليمان ولاه على المشرق. وقد استخلف على الكوفة واليين خلال فترة ولايته، هما حرملة بن عمير اللخمي لعدة أشهر ثم بشير بن حسان النهدي |
| 97 - 99 هـ   | عبد الحميد بن عبد الرحمن بن زيد بن الخطاب | ؟ - حوالي 110                         | اشتهر بالعدل والثقة، ولاه عمر بن عبد العزيز الكوفة في عهده بعد أن قبض على يزيد بن المهلب وسجنه حتى يرجع إلى الناس ما سرقه من أموال في عهد سليمان. توفي لاحقاً في مدينة حران |
| 100 - 103 هـ | مسلمة بن عبد الملك                        | 66 - 121 هـ                           | من أبناء عبد الملك بن مروان، وأحد أشهر القادة الأمويين، كان له دور كبير في تثبيت أركان الدولة الأموية وحمايتها من القلاقل والاضطرابات. عندما تولى العراق والمشرق في عهد يزيد عزل عبد الحميد عن الكوفة، وولى مكانه محمد بن عمرو بن الوليد بن عقبة بن أبي معيط، ثم تولى أمرها بنفسه |
| 103 - 105 هـ | عمر بن هبيرة                              | ؟ - 107 هـ                            | شارك في حصار القسطنطينية أيام سليمان، ثم ولاه يزيد العراق وسائر المشرق في عهده من بعد مسيلمة، وكان كذلك حتى جاء هشام بن عبد الملك فعزله |
| 105 - 120 هـ | خالد بن عبد الله القسري                   | ؟ - 126 هـ                            | كان والي مكة في عهد عبد الملك، ثم ولاه هشام على المشرق بعد أن عزل عمر بن هبيرة، وظلّ والياً عليه خلال أغلب عهد هشام |
| 120 - 126 هـ | يوسف بن عمر الثقفي                        | 65 - 127 هـ                           | ولد في البلقاء الأردن، وولاه هشام على اليمن فترة، ثم نقله إلى العراق بعد عزل خالد القسري. وقد سجَنَ خالد القسري في العراق وعذبه حتى الموت في عهده |
| 126 هـ       | منصور بن جمهور                            | ؟ - ؟                                 | من فرسان العرب القليلين في العصر الأموي. خرج مع يزيد على الوليد بن يزيد، وكان مع من شارك في قتل الوليد. وبعد أن بويع يزيد بالخلافة عزل يوسف بن عمر عن العراق والمشرق وولاه مكانه |
| 126 - 129 هـ | عبد الله بن عمر بن عبد العزيز             | ؟ - ؟                                 | ابن الخليفة الزاهد عمر بن عبد العزيز. ولاه يزيد بن الوليد على العراق والمشرق بعد أن عزل عنها منصور بن جمهور. وبعد موت يزيد خرج في الكوفة عبدالله بن معاوية، وحاول انتزاع الحكم من عبدالله بن عمر غير أن أنصاره خذلوه فهزم وهرب |
| 129 - 132 هـ | يزيد بن عمر بن هبيرة                      | ؟ - ؟                                 | ابن عمر بن هبيرة، ونائب مروان بن محمد. ولاه مروان بن محمد على العراق خلفاً لعبد الله بن عمر، وظل يقاوم الخوارج فيها حتى سقوط الدولة الأموية |
| البصرة       |                                           |                                       | |
| 41 هـ        | حمران بن أبان                             | ؟ - حوالي 80 هـ                       | كان من موالي عثمان بن عفان، سُبيَ يوم معركة عين التمر، وقيل أنه كان كاتب عثمان وكان يصلي خلفه فيصحح له إن أخطأ في القراءة. بعد أن بويع معاوية بالخلافة هب إلى البصرة واستولى عليها، وصعد إلى المنبر وشتم علي بن أبي طالب |
| 41 هـ        | بسر بن أرطاة                              | حوالي 3 هـ - أيام معاوية أو عبد الملك | روى حديثاً واحداً عن الرسول، وشهد فتح مصر، وولاه معاوية لفترة على الحجاز واليمن، أساء السيرة خلالها، وسبى وقتل من المسلمين، غير أنه وصف بأنه كان فارساً شجاعاً وقوياً. أرسله معاوية بعد أن تولا الخلافة إلى البصرة لاستعادتها من حمران، ففعل ووليها 6 أشهر |
| 42 - 44 هـ   | عبد الله بن عامر                          | 21 - 118 هـ                           | تابعي، كان إمام مسجد معروفاً في عهد عبد الملك ومن تلاه، كما كان قاضياً للجند لفترة. طلب من معاوية أن يوليه البصرة، فوافق وولاه عليها مكان بسر بن أرطأة |
| 44 - 53 هـ   | زياد بن أبيه                              | 1 - 53 هـ                             | عمل كاتباً لأبي موسى الأشعري ونبغ في عهد الخليفة الراشد عمر بن الخطاب. تولى عدة ولاية في عهد علي، فلما أراد معاوية بن أبي سفيان أن يستميله إليه ليستعين به على مناوئيه، ويمنعه من معاونة الحسن بن علي ولاه البصرة والكوفة. وكان يقيم ستة أشهر في الكوفة ثم ستة في البصرة |
| 54 هـ        | سمرة بن جندب الفزاري                      | ؟ - 59 هـ                             | من علماء الصحابة، توفي بعد أن سقط في قدر ماء مغلي، وكان ذلك في سنة 59 أو 60 هـ. ولاه زياد بن أبيه على البصرة لفترة في أيام ولايته على المشرق، وظلّ كذلك حتى وفاة زياد بن أبيه، ثم وليها بعده ستة أشهر |
| 54 - 55 هـ   | عبد الله بن عمرو بن غيلان                 | ؟ - ؟                                 | ابن عمرو بن غيلان، ولاه معاوية البصرة بعد عزل سمرة بن جندب في أواخر سنة 54 هـ |
| 55 - 64 هـ   | عبيد الله بن زياد                         | ؟ - 67 هـ                             | كان من مشاهير الولاة الأمويين. ولاه معاوية خراسان، ثم البصرة في سنة 55 هـ، وبعد قيام ثورات الخوارج وثورة الحسين ولاه يزيد بن معاوية على الكوفة والبصرة معاً لشدته وبطشه وبقي واليهما حتى وفاة يزيد، عندما طالب بالخلافة، غير أن أهل الكوفة طردوه، وقتل في سنة 66 أو 67 هـ خلال حربه مع جيش المختار الثقفي |
| 65 هـ        | عبد الله بن الحارث بن نوفل                | 9 هـ - 83 هـ                          | ابن هند أخت معاوية بن أبي سفيان. تولى البصرة بعد أن ثار أهلها على عبيد الله بن زياد وخلعوه عقب وفاة يزيد بن معاوية، فنصَّبوه والياً عليهم مكانه، وأرسلوا إلى ابن الزبير يبايعونه فأقر عبد الله بن الحارث والياً عليهم |
| 65 هـ        | عمر بن عبيد الله التيمي                   | ؟ - 82 هـ                             | أحد مشاهير ولاة الأمويين، وكان له دور كبير في الفتوحات. عينه عبد الله بن الزبير نائباً له على البصرة بعد عبد الله بن الحارث |
| 66 - 70 هـ   | مصعب بن الزبير                            | ؟ - 72 هـ                             | أخو عبد الله بن الزبير، والقائد الذي أرسله لقتال المختار بن أبي عبيد الثقفي. تمكن مصعب بمساعدة المهلب بن أبي صفرة وآخرين من قيادة جيش، تمكن فيه من أخذ البصرة ثم الكوفة من المختار، فأصبح واليهما. وعند خروجه لملاقاة المختار وقتله ترك عبيد الله بن عبد الله بن معمر والياً على البصرة. وبعد مقتل المختار ولى عبد الله بن الزبير ابنه حمزة على البصرة فترة في سنة 68 هـ، ثم أعادها لأخيه مصعب مجدداً |
| 71 هـ        | أبان بن عثمان بن عفان                     | ؟ - 105 هـ                            | ابن الخليفة عثمان بن عفان ومن مشاهير التابعين، وولي عدة ولايات في عهد الدولة الأموية، مثل المدينة في عهد عبد الملك بن مروان. ولاه عبد الملك على البصرة لفترة قصيرة بعد أن أخذها من ابن الزبير |
| 72 هـ        | خالد بن عبد الله بن خالد بن أسيد          | ؟ - ؟                                 | ابن عبد الله بن خالد بن أسيد. ولاه عبد الملك البصرة بعد أبان بن عثمان بن عفان، فعين عليها عبيد الله بن أبي بكرة نائباً له |
| 73 - 74 هـ   | بشر بن مروان                              | ؟ - ؟                                 | هو ابن مروان بن الحكم وأخو عبد الملك، وقاتل مع المروانيين في معركة مرج راهط وغيرها. ولاه أخوه على سائر العراق بعد أن هزم مصعب بن الزبير |
| 74 - 95 هـ   | الحجاج بن يوسف الثقفي                     | 41 - 95 هـ                            | أحد أشهر الولاة الأمويين على الإطلاق. ولاه عبد الملك البصرة والكوفة وخراسان وسجستان وسائر المشرق، ثم أقره ابنه الوليد بن عبد الملك، حتى توفيَّ في عهده. كان له دور كبير جداً في تثبيت أركان الدولة الأموية، وتنشيط الفتوحات، والحفاظ على أمن واستقرار الدولة. وقد قامت ثورة عبد الرحمن بن الأشعث خلال عهد ولايته بين سنتي 81 و83 هـ، وتمكّن ابن الأشعث من السيطرة لفترة على الكوفة خلال ذلك، وبايعه أهلها، فعرض عليهم عبد الملك خلع الحجاج لإرضائهم، غير أنهم رفضوا، فثبّت الحجاج، الذي انتصر لاحقاً على ابن الأشعث في وقعة دير الجماجم، فظلّ والياً على الكوفة والمشرق طوال عهد عبد الملك وأغلب عهد الوليد. وكان يقضي أغلب وقته في الكوفة ويترك نائباً له في البصرة هو الجراح بن عبد الله الحكمي. وظل كذلك حتى وفاته قبل انتهاء خلافة الوليد بأقلّ من سنة                  |
| 96 هـ        | يزيد بن أبي كبشة                          | ؟ - 99 هـ                             | مقدم وشيخ قبيلة السكاسك من كندة وصاحب الشرطة في عهد عبد الملك بن مروان، ثم ولاه الوليد على العراق بعد وفاة الحجاج. تولى أيضاً خراج السند في عهد سليمان بن عبد الملك |
| 96 هـ        | يزيد بن أبي مسلم الثقفي                   | ؟ - 103 هـ                            | أبو العلاء بن دينار الثقفي، كان مولى الحجاج وكاتبه ومشيره، كان قصيراً دميماً كبير البطن مشوهاً. تولى حكم العراق في أيام الوليد. وقد عزله سليمان بن عبد الملك حال توليه الخلافة، وقال له: "لعن الله من ولاّك" |
| 97 - 99 هـ   | يزيد بن المهلب بن أبي صفرة                | 35 - 102 هـ                           | يشتهر بين العرب بشجاعته وبأسه. ولاه عبد الملك على خراسان بعد وفاة واليها أبيه المهلب بن أبي صفرة، حتى عزله بعد ست سنوات بنصيحة من الحجاج. ثم عندما جاء سليمان ولاه على المشرق. وقد استخلف على البصرة خلال فترة ولايته عبد الله بن هلال الكلابي |
| 99 - 101 هـ  | عدي بن أرطأة الفزاري                      | ؟ - 102 هـ                            | ولاه عمر بن عبد العزيز على البصرة عندما تولى الخلافة، بعد عزله المهلب. |
| 101 - 102 هـ | يزيد بن المهلب بن أبي صفرة                | 35 - 102 هـ                           | عاد يزيد بن المهلب في عهد يزيد بن عبد الملك إلى البصرة، فاستولى عليها وسجن عدي بن أرطأة، وبعدها خاض يزيد بن عبد الملك معه حرباً حتى هزمه وقتله وقتل كل آل المهلب |
| 102 - 103 هـ | مسلمة بن عبد الملك                        | 66 - 121 هـ                           | من أبناء عبد الملك بن مروان، وأحد أشهر القادة الأمويين، كان له دور كبير في تثبيت أركان الدولة الأموية وحمايتها من القلاقل والاضطرابات. ولاه أخوه يزيد بن عبد الملك العراق والمشرق من بعد يزيد بن المهلب. ولي على البصرة بداية بعد مقتل آل المهلب شبيب بن الحارث التميمي، ثم أرسل مسلمة إليها عبد الرحمن بن سليمان الكلبي والياً، غير أنه عندما سمع بنيته إكثار القتل في أهالي المدينة عزله وأرسل بدلاً منه بشر بن مروان |
| 103 - 105 هـ | عمر بن هبيرة                              | ؟ - 107 هـ                            | شارك في حصار القسطنطينية أيام سليمان، ثم ولاه يزيد العراق وسائر المشرق في عهده من بعد مسيلمة، وكان كذلك حتى جاء هشام بن عبد الملك فعزله |
| 105 - 120 هـ | خالد بن عبد الله القسري                   | ؟ - 126 هـ                            | كان والي مكة في عهد عبد الملك، ثم ولاه هشام على المشرق بعد أن عزل عمر بن هبيرة، وظلّ والياً عليه خلال أغلب عهد هشام |
| 120 - 126 هـ | يوسف بن عمر الثقفي                        | 65 - 127 هـ                           | ولد في البلقاء بالأردن، وولاه هشام بن عبد الملك على اليمن فترة، ثم نقله إلى العراق بعد عزل خالد القسري. وقد سجَنَ خالد القسري في العراق وعذبه حتى الموت في عهده |
| 126 هـ       | منصور بن جمهور                            | ؟ - ؟                                 | من فرسان العرب القليلين في العصر الأموي. خرج مع يزيد بن الوليد على الوليد بن يزيد، وكان مع من شارك في قتل الوليد. وبعد أن بويع يزيد بالخلافة عزل يوسف بن عمر عن العراق والمشرق وولاه مكانه |
| 126 - 129 هـ | عبد الله بن عمر بن عبد العزيز             | ؟ - ؟                                 | ابن الخليفة الزاهد عمر بن عبد العزيز. ولاه يزيد بن الوليد على العراق والمشرق بعد أن عزل عنها منصور بن جمهور. وبعد موت يزيد خرج في الكوفة عبد الله بن معاوية بن عبد الله بن جعفر بن أبي طالب، وحاول انتزاع الحكم من عبد الله بن عمر غير أن أنصاره خذلوه فهزم وهرب |
| 129 - 132 هـ | يزيد بن عمر بن هبيرة                      | 84 هـ - 132 هـ                        | ابن عمر بن هبيرة، ونائب مروان بن محمد. ولاه مروان بن محمد على العراق خلفاً لعبد الله بن عمر، وظل يقاوم الخوارج وجيوش العباسيين فيها حتى سقوط الدولة الأموية، وقتل عام 132 هـ ويعتبر أخر والي أموي على العراق |

## بلاد فارس والمشرق
ملاحظة: كانت ولاية سجستان خلال أجزاء كبيرة من تاريخ الدولة الأموية جزءاً من ولاية خراسان أو البصرة، فيما كانت في بعض الأحيان ولاية مستقلة. وفي هذه الحالات يوضح الجدول أدناه الولاة الذين كانوا قائمين عليها، فيما تركت فراغات في الفترات التي لم تكن فيها ولاية مستقلة.
| خراسان       |                                    |             | |
| 41 - 42 هـ   | زياد بن أبيه                       | 1 - 53 هـ   | عمل كاتباً لأبي موسى الأشعري ونبغ في عهد الخليفة الراشد عمر بن الخطاب. تولى عدة ولاية في عهد علي، فلما أراد معاوية بن أبي سفيان أن يستميله إليه ليستعين به على مناوئيه، ويمنعه من معاونة الحسن بن علي ولاه البصرة والكوفة ومعهما خراسان والمشرق. وكان يقيم ستة أشهر في الكوفة ثم ستة في البصرة                                     |
| 42 هـ        | قيس بن الهيثم السلمي               | ؟ - ؟       | صحابي مختلف في صحبته، ولاه عبد الله بن عامر (والي البصرة) على خراسان في سنة 42 هـ لفترة قصيرة |
| 43 - 44 هـ   | عبد الله بن خازم السلمي            | ؟ - 71 هـ   | من شجعان وفرسان العرب، مختلف في صحبته للنبي، عين والياً على خراسان أكثر من مرة في عهد الدولة الأموية، كما شارك في الكثير من الفتوحات والحروب على أيامها |
| 44 هـ        | طفيل بن عوف اليشكري                | ؟ - ؟       | أرسله زياد بن أبيه - والي البصرة - والياً إلى خراسان مكان عبد الله بن خازم، غير أنه لم يمكث طويلاً |
| 44 - 49 هـ   | الحكم بن عمرو الغفاري              | ؟ - 50 هـ   | صحابي، وأخو رافع بن عمرو الغفاري، وله عدة قصص مع الرسول والخليفة عمر بن الخطاب. عين والياً على خراسان في عهد معاوية، وظل عليها فترة طويلة، حتى توفي فيها وهو لا يزال والياً سنة 50 أو 51 هـ |
| 50 - 52 هـ   | الربيع بن زياد الحارثي             | ؟ - 52 هـ   | مختلف في صحبته للنبي، وكان نائب زياد بن أبيه على ولاية خراسان. دعا في يوم على المنبر بصلاة الجمعة أن يقبضه الله إليه، فأتت الجمعة التالية وهو متوفّى، وكان قد استخلف ابنه عبد الله بن الربيع والياً لخراسان من بعده قبل ذلك بشهرين، فوافق زياد وأقره                                                                                |
| 53 هـ        | عبد الله بن الربيع بن زياد الحارثي | ؟ - 53 هـ   | خلف والده في ولاية خراسان بموافقة والي البصرة زياد بن أبيه، غير أنه سرعان ما توفي بعد شهر من بدء ولايته، وخلفه لفترة قصيرة خليد بن عبد الله الحنفي |
| 54 هـ        | عبيد الله بن زياد                  | ؟ - 67 هـ   | كان من مشاهير الولاة الأمويين. ولاه معاوية خراسان، ثم البصرة، وبعد قيام ثورات الخوارج وثورة الحسين ولاه يزيد بن معاوية على الكوفة والبصرة معاً لشدته وبطشه وبقي واليهما حتى وفاة يزيد، عندما طالب بالخلافة، غير أن أهل الكوفة طردوه، وقتل في سنة 66 أو 67 هـ خلال حربه مع جيش المختار الثقفي                                       |
| 55 - 56 هـ   | أسلم بن زرعة الكلابي               | ؟ - ؟       | بعد أن أصبح عبيد الله بن زياد والياً للبصرة، أرسله ليلي خراسان |
| 57 هـ        | سعيد بن عثمان بن عفان              | ؟ - ؟       | ابن الخليفة عثمان بن عفان. عين والياً لخراسان بأمر مباشرة من معاوية بن أبي سفيان، وغزى خلال ولايته سمرقند وفتح كثيراً في المشرق |
| 58 - 60 هـ   | عبد الرحمن بن زياد                 | ؟ - ؟       | ولاه معاوية مباشرة على خراسان، وقد كان كريماً وضعيفاً، فلم يغزو أي غزوة، وأسر أسلم بن زرعة الوالي السابق وأخذ منه مالاً كثيراً، وظل والياً حتى عزله يزيد بن معاوية |
| 60 -64 هـ    | مسلم بن زياد                       | ؟ - ؟       | ولاه يزيد طوال عهده على خراسان |
| 65 هـ        | سلم بن زياد                        | ؟ - ؟       | بايعه أهل خراسان بعد وفاة يزيد حتى يتفق المسلمون على خليفة، لكن الفتنة بعد ذلك اندلعت في خراسان، فتركهم وولى مكانه المهلب بن أبي صفرة |
| 65 - 72 هـ   | عبد الله بن خازم                   | ؟ - 72 هـ   | خاض حروباً طويلة مع الخرشي بن هلال القزيعي حتى استتب له الأمر في خراسان، وبايع خلال ذلك ابن الزبير وأظهر الطاعة له، وظل والياً عليها حتى مقتله سنة 72 هـ، وقد عرض عليه عبد الملك أن يليها لعشر سنوات في عهده، غير أنه رفض، فأثار عليه نائبه بكير بن وشاح فقتله وولي خراسان بدلاً منه                                                 |
| 72 - 76 هـ   | بكير بن وشاح                       | ؟ - 77 هـ   | ظل والياً على خراسان في عهد عبد الملك، ثم أرسل عبد الملك أمية بن عبد الله بن خالد والياً جديداً لها، فثار عليه بكير وقتله، فأرسل إليها ابنه عبد الملك بن أمية، الذي تمكن من قتل بكير بن وشاح لاحقاً |
| 76 - 78 هـ   | عبد الملك بن أمية                  | ؟ - ؟       | أرسله عبد الملك بن مروان والياً لخراسان، خلفاً لأبيه أمية بن عبد الله بن خالد الذي قتله بكير بن وشاح |
| 78 هـ        | عبيد الله بن أبي بكرة              | ؟ - ؟       | ولاه عبد الملك على خراسان سنة 78، وولى المهلب بن أبي صفرة على سجستان، ثم عاد فولى عبيد الله بن أبي بكرة على سجستان والمهلب على خراسان |
| 78 - 82 هـ   | المهلب بن أبي صفرة                 | 8 - 82 هـ   | تابعي مشهور، كان كريماً حليماً شجاعاً، ولاه عبد الملك على خراسان ومكث والياً عليها خمس سنوات، حتى توفي سنة 82 بعد أن استخلف ابنه عليها |
| 82 - 85 هـ   | يزيد بن المهلب بن أبي صفرة         | 35 - 102 هـ | يشتهر بين العرب بشجاعته وبأسه. ولاه عبد الملك على خراسان بعد وفاة واليها أبيه المهلب بن أبي صفرة، حتى عزله بعد ست سنوات بنصيحة من الحجاج. ثم عندما جاء سليمان ولاه على المشرق. |
| 85 - 86 هـ   | المفضل بن المهلب                   | ؟ - ؟       | ابن المهلب بن أبي صفرة وأخو يزيد بن المهلب، ولاه عبد الملك على خراسان سنة 85، غير أنه لم يمكث سنة حتى عزله مجدداً |
| 86 - 96 هـ   | قتيبة بن مسلم الباهلي              | 49 - 96 هـ  | من أشهر قادة المسلمين العسكريين، وفاتح بلاد ما وراء النهر. ولاه الحجاج بن يوسف الثقفي على إقليم خراسان في سنة 86 هـ، وبقي والياً على خراسان حتى عهد سليمان بن عبد الملك. فعندما جاء عهد سليمان خاف أن يعزله، فأعلن المعصية وخلع الخليفة، وحاول إثارة الجند، غير أنهم ثاروا عليه هو وقتلوه، وكان ذلك في سنة 96 هـ                   |
| 96 هـ        | وكيع بن أبي سود                    | ؟ - ؟       | قاتل قتيبة بن مسلم الباهلي، بعد أن قتله أخذ رأسه وأرسله إلى سليمان، وظلّ بعدها والياص على خراسان مكان قتيبة مدة 9 شهور |
| 97 - 99 هـ   | يزيد بن المهلب بن أبي صفرة         | 35 - 102 هـ | يشتهر بين العرب بشجاعته وبأسه. ولاه عبد الملك على خراسان بعد وفاة واليها أبيه المهلب بن أبي صفرة، حتى عزله بعد ست سنوات بنصيحة من الحجاج. ثم عندما جاء سليمان ولاه على المشرق، كما ولى ابنه مخلّد على خراسان خلال ولايته المشرق |
| 99 - 100 هـ  | الجراح بن عبد الله الحكمي          | ؟ - 112 هـ  | يشتهر بالبأس والشجاعة، ولي ولايات كثير في عهد الدولة الأموية، هي البصرة وخراسان وسجستان. وقد عينه عمر بن عبد العزيز على خراسان مدة سنة وخمسة أشهر، غير أنه عزله بعدها لأنه لم يعد الجزية إلى من أسلم من أهل جرجان. قتل في سنة 112 وهو يغزوا بلاد الترك                                                                            |
| 100 - 101 هـ | عبد الرحمن بن نعيم الغامدي         | ؟ - ؟       | بعد أن عزل عمر بن عبد العزيز الجراح الحكمي استدعاه إلى دمشق، وأمره بتعيين عبد الرحمن الغامدي مكانه على خراسان، فظلّ والياً عليها حتى وفاة عمر |
| 101 - 103 هـ | مدرك بن المهلب بن أبي صفرة         | ؟ - ؟       | أحد أبناء المهلب بن أبي صفرة. عندما تولى أخوه يزيد ولاية البصرة في عهد يزيد بن عبد الملك أرسله نائباً له على خراسان. غير أنه لم يستطع السيطرة عليها، فأرسل إليها مسلمة زوج ابنته سعيد بن عبد العزيز بن الحارث بن الحكم بن أبي العاص، لكنه سرعان ما عزل أيضاً                                                                        |
| 103 - 104 هـ | سعيد بن عمرو الحرشي                | ؟ - ؟       | عزل عمر بن هبيرة عندما تولى البصرة سعيد بن عبد العزيز وولى مكانه سعيد بن عمرو الحرشي، غير أنه سرعان ما عزله بعد سنة واحدة لأسباب يقال أن منها عدم تلقيبه بـ"الأمير" عند مراسلته وقلة احترام أوامره |
| 104 هـ       | مسلم بن سعيد الكلابي               | ؟ - ؟       | مسلم بن سعيد بن أسلم بن زرعة الكلابي، ولاه عمر بن هبيرة على خراسان مكان سعيد بن عمرو الحرشي بعد عزله |
| 104 - 109 هـ | أسد بن عبد الله القسري             | ؟ - ؟       | عندما تولى البصرة خالد بن عبد الله القسري عزل مسلم بن سعيد وولى مكانه على خراسان أخاه أسداً. إلا أن هشام عزله في سنة 109 عندما رأى فيه صبية لليمانية |
| 109 هـ       | الحكم بن عوانة الكلبي              | ؟ - ؟       | استخلفه أسد القسري بعد عزله، وقد فصل هاشم خراسان بعد أن تولى الحكم ولايتها عن العراق لكي لا يسيطر عليها خالد القسري، غير أنه سرعان ما عزله هو الآخر |
| 109 - 111 هـ | أشرس بن عبد الله السلمي            | ؟ - ؟       | أرسله هشام والياً لخراسان بعد الحكم بن عوانه الكلبي، لكنه عزله بعد سنتين |
| 111 - 116 هـ | الجنيد بن عبد الرحمن المري         | ؟ - ؟       | ولي خراسان بعد أشرس بن عبد الله السلمي، وقد أظهر تعصباً لمضر، لكنه توفي سنة 116 قبل أن يُعزَل |
| 116 هـ       | عمارة بن حريم المري                | ؟ - ؟       | تولى خراسان فترة قصيرة بعد بن عمه الجنيد بن عبد الرحمن |
| 116 - 117 هـ | عاصم بن عبد الله الهلالي           | ؟ - ؟       | خرج في عهده الحارث بن سريج بخراسان، وطالب بنصرة المظلمين وإنصافهم، فقاتله عاصم حتى هزمه، غير أنه لم يمكث طويلاً في الولاية |
| 117 - 120 هـ | أسد بن عبد الله القسري             | ؟ - ؟       | أعاد هشام ضمَّ خراسان إلى العراق في سنة 117 بعد أن عزل عاصم بن عبد الله عنها، وكان لا يزال والي العراق خالد القسري، فأعاد أخاه أسداً والياً على خراسان مجدداً |
| 120 - 126 هـ | جديع بن علي الكرماني               | ؟ - ؟       | عينه يوسف بن عمر الثقفي والياً على خراسان بعد أن أصبح والي العراقين في آخر أيام هشام |
| 120 - 131 هـ | نصر بن سيار                        | ؟ - 131 هـ  | عينه يوسف بن عمر الثقفي مكان جديع على خراسان بعد أن عزله، وثبته الوليد بن يزيد والياً عند توليه الخلافة، ثم أعاد إقراره مجدداً يزيد بن الوليد. غير أن الفتنة اشتعلت في عهده بين القيسية واليمانية بخراسان، وكانت أشد الفتن في أنحاء الدولة الأموية بينهما. كما وأقره مروان بن محمد فظل والي خراسان حتى نهاية دولة بني أمية          |
| سجستان       |                                    |             | |
| 41 هـ        | لا ولاية                           | -           | - |
| 42 - 44 هـ   | عبد الرحمن بن سمرة                 | ؟ - 50 هـ   | عبد الرحمن بن سمرة بن حبيب بن عبد شمس بن عبد مناف، صحابي أسلم يوم فتح مكة، وكان أحد الأشراف. غزى سجستان أميراً، ووليها عدة سنوات، وتوفي في البصرة سنة 50 أو 51 هـ |
| 45 - 52 هـ   | لا ولاية                           | -           | - |
| 53 - 60 هـ   | عبَّاد بن زياد                       | ؟ - 100 هـ  | ابن زياد بن أبي سفيان وأخو عبيد الله بن زياد، كني بـ"أبي حرب". ولاه معاوية سجستان، فغزى كثيراً في بلاد الترك، ومكث في ولايته قرابة 7 سنين. وتوفي سنة 100 هـ في غوطة دمشق |
| 60 - 61 هـ   | لا ولاية                           | -           | - |
| 63 - 64 هـ   | طلحة بن عبد الله الخزاعي           | -           | طلحة بن عبد الله بن خلف الخزاعي، أرسله سلم بن زياد واليا على سجستان وأبقاه عليها بعد أن افتدى أخاه منهم. |
| 78 هـ        | المهلب بن أبي صفرة                 | 8 - 82 هـ   | تابعي مشهور، كان كريماً حليماً شجاعاً، ولاه عبد الملك على سجستان، ثم نقله إلى خراسان ومكث والياً عليها خمس سنوات، حتى توفي سنة 82 بعد أن استخلف ابنه عليها |
| 78 - 79 هـ   | عبيد الله بن أبي بكرة              | ؟ - ؟       | ولاه عبد الملك على خراسان سنة 78، وولى المهلب بن أبي صفرة على سجستان، ثم عاد فولى عبيد الله بن أبي بكرة على سجستان والمهلب على خراسان. وظل الوضع كذلك حتى قتل عبيد الله بن أبي بكرة وهو يحارب الأتراك على حدود ولايته |
| 80 - 83 هـ   | عبد الرحمن بن الأشعث               | ؟ - 85 هـ   | جهز الحجاج بن يوسف الثقفي جيشاً في سجستان لغزو بلاد الأتراك وفتحها، وأعطى قيادته لابن الأشعث، غير أنه انقلب عليه وثار ثورته الشهيرة، التي تعد واحدة من أعنف الثورات التي واجهت الدولة الأموية، على الرغم من أن وازعها كان مطامع شخصية بحتة. ودامت ثورته عامين حتى دارت وقعة دير الجماجم، فهزم فيها وهرب إلى سجستان، حتى انتحر هناك |
| 74 - 96 هـ   | الحجاج بن يوسف الثقفي              | 41 - 91 هـ  | كان الحجاج والي العراقين وفارس وسائر المشرق، فكان يرسل نواباً عنه إلى سجستان وباقي الولايات |
| 96 - 132 هـ  | لا ولاية                           | -           | - |

## الحجاز
| المدينة المنورة |                                       |                 | |
| 41 - 48 هـ      | مروان بن الحكم                        | 2 - 65 هـ       | مختلف في صحبته، ويعد من كبار التابعين. كان فقيهاً، وأقام في أول حياته بالطائف، ثم انتقل إلى المدينة، وأصبح كاتباً للخليفة عثمان بن عفان، وشهد موقعة الجمل مع عائشة، ثم موقعة صفين مع معاوية. ولما آلت الخلافة إلى معاوية، عينه والياً على المدينة والحجاز. وكان ذلك حتى أخرجه منها أتباع ابن الزبير في عهد يزيد بن معاوية، فذهب إلى الشام، وبويع لاحقاً بالخلافة هناك، فدامت خلافته 9 أشهر سيطر خلالها على الشام ومصر |
| 49 - 53 هـ      | سعيد بن العاص                         | 2 - 59 هـ       | صحابي صغير، قتل أبوه يوم بدر. كان من أشراف قريش وفصحائها، ولاه عثمان على الكوفة بعد عزل الوليد بن عقبة عنها، ففتح طبرستان وجرجان وأذربيجان، ولم يشارك بالفتنة بعد مقتل عثمان فلم يشهد موقعة الجمل ولا صفين. وولاه المعاوية المدينة مرتين، وعزله مستبدلاً إياه بمروان بن الحكم مرتين |
| 54 - 57 هـ      | مروان بن الحكم                        | 2 - 65 هـ       | مختلف في صحبته، ويعد من كبار التابعين. كان فقيهاً، وأقام في أول حياته بالطائف، ثم انتقل إلى المدينة، وأصبح كاتباً للخليفة عثمان بن عفان، وشهد موقعة الجمل مع عائشة، ثم موقعة صفين مع معاوية. ولما آلت الخلافة إلى معاوية، عينه والياً على المدينة والحجاز. وكان ذلك حتى أخرجه منها أتباع ابن الزبير في عهد يزيد بن معاوية، فذهب إلى الشام، وبويع لاحقاً بالخلافة هناك، فدامت خلافته 9 أشهر سيطر خلالها على الشام ومصر |
| 58 - 60 هـ      | الوليد بن عتبة بن أبي سفيان           | ؟ - 64 هـ       | أبوه أبو سفيان بن حرب، كان ذو جود وحلم وسؤدد. ولاه عمه معاوية على المدينة، ومات معاوية وهو لا يزال واليها. وقد توفي بعد وفاة يزيد بن معاوية مباشرة، فقيل أن أهل الشام أرادوه الخليفة من بعد يزيد فاغتيل لذلك، وقيل أنهم جاؤوا يدعونه للصلاة على يزيد فوجدوه ميتاً |
| 60 - 61 هـ      | عمرو بن سعيد بن العاص                 | ؟ - ؟           | عزل يزيد الوليد بن عتبة في عهده عندما أمره بأخذ البيعة بالقوة من الحسن بن علي وعبد الله بن الزبير، غير أنه لم يستطع ذلك. وعين مكانه على المدينة والي مكة عمرو بن سعيد بن العاص، فجعله والي المدينة ومكة كليهما |
| 61 - 62 هـ      | الوليد بن عتبة بن أبي سفيان           | ؟ - 64 هـ       | أعاده يزيد مجدداً إلى الولاية، لكن هذه المرة والياً على المدينة ومكة كليهما |
| 62 هـ           | عثمان بن محمد بن أبي سفيان            | ؟ - ؟           | ابن عم الوليد بن عتبة بن أبي سفيان. بعد فترة قصيرة من تولية الوليد على الحجاز أخذ يزيد منه المدينة وأعطاها لعثمان بن محمد. غير أن أهل المدينة ثاروا عليه وخلعوه، ووضعوا مكانه عبد الله بن حنظلة الغسيل، ودام ذلك حتى مجيء مسلم بن عقبة المري ووقعة الحرة |
| 63 هـ           | مسلم بن عقبة المري                    | ؟ - ؟           | أرسله يزيد بن معاوية ليقمع ثورة أهل المدينة وتعيينهم والياً ومبايعتهم ابن الزبير، فكانت وقعة الحرة وقتل من أهل المدينة الكثير. وقد ولي المدينة بعده لفترة روح بن زنباع |
| 64 هـ           | عبيد الله بن الزبير                   | ؟ - ؟           | ولاه أخوه ابن الزبير على المدينة، وأمره بإجلاء بني أمية عنها، فأجلاهم إلى الشام |
| 64 هـ           | جابر بن الأسود بن عوف                 | ؟ - ؟           | عين عدة مرات والياً للمدينة، ووليها لفترة طويلة خلال عهد عبد الله بن الزبير |
| 64 هـ           | عباس بن سهل                           | 25 - 120 هـ     | من ثقات التابعين، ولد في سنة 25 هـ في الأيام الأولى لخلافة عثمان. كان من أنصار ابن الزبير، وعذبه الحجاج بن يوسف الثقفي لذلك. وقد توفي في المدينة |
| 65 هـ           | مصعب بن الزبير                        | ؟ - 72 هـ       | أخو عبد الله بن الزبير، والقائد الذي أرسله لقتال المختار بن أبي عبيد الثقفي. تمكن مصعب بمساعدة المهلب بن أبي صفرة وآخرين من قيادة جيش، تمكن فيه من أخذ البصرة ثم الكوفة من المختار، فأصبح واليهما. وقد ولاه أخوه لفترة على المدينة |
| 66 هـ           | عبد الرحمن بن الأشعث                  | ؟ - 85 هـ       | جهز الحجاج بن يوسف الثقفي جيشاً في سجستان لغزو بلاد الأتراك وفتحها، وأعطى قيادته لابن الأشعث، غير أنه انقلب عليه وثار ثورته الشهيرة، التي تعد واحدة من أعنف الثورات التي واجهت الدولة الأموية، على الرغم من أن وازعها كان مطامع شخصية بحتة. ودامت ثورته عامين حتى دارت وقعة دير الجماجم، فهزم فيها وهرب إلى سجستان، حتى انتحر هناك |
| 67 - 70 هـ      | جابر بن الأسود بن عوف                 | ؟ - ؟           | عين عدة مرات والياً للمدينة، ووليها لفترة طويلة خلال عهد عبد الله بن الزبير |
| 71 هـ           | طلحة بن عبد الله بن عوف               | حوالي 4 - 96 هـ | كان سخياً جواداً، قضى أغلب حياته في المدينة، وأصبح واليها لفترة، وقال في ولايته سعيد بن المسيّب: "ما وَلينا مثلُه". |
| 72 هـ           | طارق بن عمرو                          | ؟ - ؟           | كان مولى من موالي الخليفة عثمان بن عفان. وقد آل الحكم في المدينة سنة 72 إلى عبد الملك بن مروان بدلاً من ابن الزبير، فولاه مكان طلحة |
| 73 -74 هـ       | الحجاج بن يوسف الثقفي                 | 41 - 95 هـ      | عينه عبد الملك أميراً لمجمل الحجاز، بما في ذلك مكة والمدينة كلاهما فضلاً عن اليمامة واليمن. ثم عزله ونقله إلى العراق والمشرق فظل واليهما لفترة طويلة جداً |
| 75 هـ           | يحيى بن الحكم                         | ؟ - ؟           | من أعمام الخليفة عبد الملك بن مروان، أعطيت له المدينة لفترة قصيرة بعد نقل الحجاج إلى العراق |
| 75 - 82 هـ      | أبان بن عثمان بن عفان                 | ؟ - 105 هـ      | ابن الخليفة عثمان بن عفان ومن مشاهير التابعين، وولي عدة ولايات في عهد الدولة الأموية، مثل المدينة في عهد عبد الملك بن مروان. ولاه عبد الملك على البصرة لفترة قصيرة بعد أن أخذها من ابن الزبير |
| 82 - 86 هـ      | هشام بن إسماعيل المخزومي              | ؟ - ؟           | هو أبو عائشة زوجة عبد الملك التي أنجب منها هشام، وقد عينه عبد الملك والياً على المدينة، وكان آخر ولاة المدينة في عهد عبد الملك |
| 86 - 94 هـ      | عمر بن عبد العزيز                     | 61 - 99 هـ      | عندما عين عمر بن عبد العزيز والياً على المدينة جمع عشراً من فقهائها في دار جده مروان بن الحكم، وقال لهم: "إني دعوتكم لأمر تؤجرون عليه، وتكونون فيها أعواناً على الحق. ما أريد أن أمراً إلا برأيكم أو برأي من حضر منكم، فإن رأيتم أحد يتعدى، أو بلغكم عن عامل لي ظلامة، فأحرّج الله على من بلغه ذلك إلا بلغني". وفي مرة جاء أمر إلى عمر من الخليفة الوليد بضرب خبيب بن عبد الله بن الزبير، فضربه 50 سوطاً، ثم سكب عليه ماءاً بارداً في الشتاء القارس، وتركه عند باب المسجد، فمات. ومن وقتها ركبه الحزن والخوف، وأصبح دائم العبادة والبكاء، فقرر اعتزال ولاية المدينة منذ ذلك الحين |
| 94 - 96 هـ      | عثمان بن حيان                         | ؟ - ؟           | تولى ولاية المدينة من بعد عمر بن عبد العزيز حتى وفاة الوليد بن عبد الملك |
| 96 - 101 هـ     | أبو بكر بن محمد بن عمرو بن حزم        | ؟ - 120 هـ      | كان أمير المدينة ثم قاضيها، وكان من أشهر قضاتها، اشتهر بالمروءة وبكثرة العبادة والتهجد. ولاه سليمان بن عبد الملك على المدينة، وظلّ واليها طوال عهده، ثم أقره عمر بن عبد العزيز طوال عهده أيضاً |
| 101 - 102 هـ    | عبد الرحمن بن الضحاك بن قيس الفهري    | ؟ - ؟           | كان من قبل أميراً على الطائف، ثم عندما جاء عهد يزيد عزل أبو بكر وولاه مكانه على المدينة |
| 103 - 105 هـ    | عبد الواحد بن عبد الله النضري         | ؟- ؟            | بعد سنتين عاد يزيد فعزل بعد الرحمن الفهري وولى مكانه عبد الواحد، فكان من أحب الولاة إلى أهل المدينة. ومنذ هذا الوقت أصبحت إمارة مكة وسائر إمارات الحجاز كالطائف تابعة للمدينة، ويليهما وال واحد |
| 106 - 114 هـ    | إبراهيم بن هشام المخزومي              | ؟ - ؟           | عزل هشام عبد الواحد في سنة 106، وأعطى ولاية الحجاز بدلاً منه إلى خاله (خال هشام) إبراهيم بن هشام المخزومي |
| 114 - 118 هـ    | خالد بن عبد الملك بن الحارث بن الحكم  | ؟ - ؟           | عاد هشام عند هذه المرحلة ففصل مكة عن المدينة، وولى خالد بن عبد الملك على المدينة |
| 118 - 126       | محمد بن هشام المخزومي                 | ؟ - ؟           | أعاد هشام ضم المدينة ومكة إلى ولاية واحدة، وولى عليهما محمد بن هشام المخزومي، وظل والي الحجاز حتى وفاة هشام بن عبد الملك |
| 126 هـ          | يوسف بن محمد الثقفي                   | ؟ - ؟           | خال الوليد بن يزيد، وقد ولاه على سائر الحجاز عندما أصبح خليفة |
| 126 هـ          | عبد العزيز بن عمر بن عبد العزيز       | ؟ - ؟           | عزل يزيد بن الوليد عند توليه الخلافة يوسف الثقفي عن الحجاز، وولى مكانه عبد العزيز بن عمر بن عبد العزيز |
| 127 - 129 هـ    | عبد الواحد بن سليمان النضري           | ؟ - ؟           | أو عبد الواحد بن سليمان بن عبد الملك، ولاه مروان بن محمد |
| 129 هـ          | أبو حمزة الخارجي                      | ؟ - ؟           | بلغ الخوارج المدينة، فهرب واليها عبد الواحد بن سليمان النضري، ودخلوها دون حرب، فظل أبو حمزة الخارجي واليها مدة ثلاثة شهور |
| 129 - 130 هـ    | لا والي                               | -               | - |
| 130 - 131 هـ    | محمد بن عبد الملك                     | ؟ - ؟           | أحد أبناء عبد الملك بن مروان بن الحكم، ولاه مروان بن محمد |
| 131 - 132 هـ    | الوليد بن عروة بن محمد بن عطية السعدي | ؟ - ؟           | كان الوالي لشهور قصيرة، ثم عزل ووليها أخوه مكانه |
| 132 هـ          | يوسف بن عروة بن محمد بن عطية السعدي   | ؟ - ؟           | آخر والٍ أموي للمدينة المنورة |

## مصر والمغرب
| مصر           |                                     |                  | |
| 41 - 43 هـ    | عمرو بن العاص                       | 45 ق.هـ - 43 هـ  | صحابي من فرسان قريش وأبطالها في الجاهلية، وشعرائها المعروفين، وقد كان عداءه شديداً للإسلام أول الأمر، ثم أسلم سنة 8 هـ. قاد غزوة ذات السلاسل، وولي عُمان لفترة، وكان فاتح قنسرين وحلب ومنبج وأنطاكية، ثم ولي فلسطين. وقد كان فاتح مصر، وأصبح واليها بعد فتحها         |
| 44 هـ         | عتبة بن أبي سفيان                   | ؟ - 44 هـ        | هو أخو معاوية بن أبي سفيان. ولد في أيام الرسول محمد، وولاه عمر بن الخطاب الطائف لفترة، ثم ولاه معاوية مصر بعد موت ابن العاص، وظل واليها سنة حتى توفي ودفن فيها |
| 45 - 46 هـ    | عقبة بن عامر                        | ؟ - 58 هـ        | صحابي، شهد وقعة صفين مع معاوية، وشهد فتح مصر وولى جندها في عهد معاوية، ثم عزل بعد ثلاث سنوات وانتقل إلى فتوحات البحر. |
| 47 - 49 هـ    | معاوية بن حديج                      | ؟ - 52 هـ        | شهد معركة اليرموك وفتح مصر، وشارك عبد الله بن أبي السرح في غزوات بلاد البربر. وقد ولي حروباً كثيرة في المغرب، فكان قائد فتح إفريقية، وغزى النوبة وأصبح أعور خلالها، كما غزى صقلية سنة 44 هـ، وولي برقة سنة 47.                                                       |
| 50 - 62 هـ    | مسلمة بن مخلد                       | 1 - ؟ هـ         | شهد الفتنة وكان أحد قادة معاوية الذين وجههم إلى مصر لاتنزاعها من علي. وولي مصر لعقد كامل خلال عهد معاوية |
| 62 - 64 هـ    | سعيد بن يزيد الأزدي                 | ؟ - ؟            | ولي مصر بعد وفاة مسلمة بن خالد سنة 62 هـ، وكان ذلك في عهد يزيد بن معاوية |
| 64 هـ         | عبد الرحمن بن جحدم الفهري           | ؟ - ؟            | أرسله عبد الله بن الزبير والياً لمصر، فاستولى عليها وتنازل له الوالي القديم سعد بن يزيد الأزدي |
| 65 - 85 هـ    | عبد العزيز بن مروان                 | 27 - 85 هـ       | ولد في المدينة، وكان ولي عهد أخيه عبد الملك بن مروان، وهو والد الخليفة عمر بن عبد العزيز. أبقاه والده مروان بن الحكم والياً على مصر بعد أن أخذها من عبد الرحمن بن جحدر، فأقره أخوه عبد الملك وظل واليها عشرين سنة تقريباً حتى وفاته                                   |
| 85 - 90 هـ    | عبد الله بن عبد الملك               | ؟ - ؟            | حفيد مروان بن الحكم، عينه والده عبد الملك، وأقره أخوه الوليد. غير أن أهل مصر اشتكوا منه وساءت حالهم تحت ولايته، فعزله الوليد بن عبد الملك |
| 90 - 96 هـ    | قرة بن شريك العبسي                  | ؟ - 96 هـ        | ولاه الوليد على مصر بعد عبد الله بن عبد الملك، وقد كان باني جامع الفيوم. وظل والياً حتى نهاية عهد الوليد، عندما توفي معه تقريباً في سنة 96 |
| 96 - 99 هـ    | عبد الملك بن رفاعة                  | ؟ - ؟            | ولاه الوليد على مصر في آخر أيامه خلفاً لقرة بن شريك، وأقره سليمان، ثم أقره عمر بن عبد العزيز لفترة. وقد أحسن السيرة في أهل مصر، فكان عفيفاً عن الأموال ديناً وعادلاً وأميناً. وقد عين والياً لمصر مرتين                                                                   |
| 99 - 101 هـ   | أيوب بن شرحبيل الأصبحي              | ؟ - 101 هـ       | أيوب بن شرحبيل بن أبرهة الأصبحي. ولاه عمر بن عبد العزيز على مصر، فحسنت سيرته في أهلها، وظل واليها لمدة سنتين ونصف حتى توفي سنة 101 |
| 101 - 102 هـ  | بشر بن صفوان الكلبي                 | ؟ - ؟            | بعد وفاة أيوب بن شرحبيل كان قد حل عهد يزيد بن عبد الملك، فعين بشر بن صفوان الكلبي والياً على مصر |
| 102 - 105 هـ  | حنظلة بن صفوان الكلبي               | ؟ - ؟            | أرسل يزيد بشر لإفريقية والياً عليها، وعين كمكانه على مصر أخاه حنظلة، فظل واليها حتى وفاة يزيد |
| 105 هـ        | محمد بن عبد الملك بن مروان          | ؟ - ؟            | هو أخو الخليفة هشام بن عبد الملك، عينه والياً على مصر بعد توليه الخلافة |
| 106 - 108 هـ  | الحر بن يوسف                        | ؟ - 113 هـ       | هو الحر بن يوسف بن يحيى بن الحكم الأموي. نصب واليا لمصر من قبل هشام بن عبد الملك سنة 105 هـ وبقي في هذا المنصب لسنة واحدة إلى 106 هـ. صرف من منصبه بناءا على طلبه وولي بعدها الموصل. قام بنحسين الكثير من البنية النتحتية في المدينة وبقي والياً للموصل إلى أن توفي. |
| 108 هـ        | حفص بن الوليد الحضري                | ؟ - ؟            | ولي مصر لفترة، ثم ثم استخلفه حنظلة بن صفوان الكلبي على صلاتها عندما عاد للولاية |
| 109 هـ        | عبد الملك بن رفاعة                  | ؟ - ؟            | عين والياً لمصر للمرة الثانية، غير أنه لم يلبث 15 يوماً في الولاية حتى توفي |
| 109 - 117 هـ  | الوليد بن رفاعة                     | ؟ - ؟            | استخلف عبد الملك بن رفاعة قبل وفاته بأيام أخاه مكانه على ولاية مصر، فأقره هشام، وظل واليها حتى وفاته |
| 117 - 118 هـ  | عبد الرحمن بن خالد الفهمي           | ؟ - ؟            | عينه هشام بن عبد الملك والياً لمصر بعد الوليد بن رفاعة، غير أن أهل مصر اشتكوا من لينه، فعزله |
| 119 - 124 هـ  | حنظلة بن صفوان الكلبي               | ؟ - ؟            | أعاده هشام والياً للمرة الثانية، وظل والي مصر حتى سنة 124 عندما أرسله إلى إفريقية والياً عليها |
| 124 - 127 هـ  | حفص بن الوليد الحضري                | ؟ - ؟            | عاد والي مصر للمرة الثانية في عهد هشام بن عبد الملك، وظل واليها حتى أيام بعد وفاة هشام |
| 128 - 131 هـ  | الحوثرة بن سهيل الباهلي             | ؟ - ؟            | عينه مروان بن محمد والياً لمصر في عهده |
| 131 - 132 هـ  | المغيرة بن عبيد الله الفزاري        | ؟ - ؟            | عينه مروان بن محمد والياً لمصر بعد عزل حوثرة وإرساله إلى العراق لنصرة يزيد بن عمر بن هبيرة. وكان ليناً محبباً للناس |
| 132 هـ        | عبد الملك بن مروان بن موسى بن نصير  | ؟ - ؟            | كان آخر ولاة مصر الأمويين. وعندما سقطت الدولة الأموية ودخل صالح بن علي مصر، أكرم صالح عبد الملك لما رأى من نجابته، وأخذه معه إلى العراق، فكان بها أحد القواد الكبار. ثم ولاه أبو جعفر المنصور إقليم فارس سنة بضع وثلاثين ومائة                                      |
| المغرب العربي |                                     |                  | |
| 47 - 49 هـ    | عقبة بن نافع                        | 1 ق. هـ. - 63 هـ | |
| 50 - 62 هـ    | أبو المهاجر دينار                   | ؟ - 63 هـ        | |
| 62 - 63 هـ    | عقبة بن نافع                        | 1 ق. هـ. - 63 هـ | |
| 63 - 71 هـ    | زهير بن قيس البلوي                  | ؟ - 71 هـ        | قتل عام 71 هـ خلال إحدى المعارك، وبقيت الأمور بعده في أفريقية ببلبلة حتى إرسال حسان بن النعمان وتحويلها إلى ولاية مستقلَّة |
| 74 - 78 هـ    | حسان بن النعمان                     | ؟ - 68 هـ        | |
| 78 - 93 هـ    | موسى بن نصير                        | 19 - 97 هـ       | |
| 93 - 97 هـ    | عبد الله بن موسى بن نصير            | ؟ - ؟            | |
| 97 - 99 هـ    | محمد بن يزيد القرشي                 | ؟ - ؟            | |
| 99 - 101 هـ   | إسماعيل بن عبيد الله بن أبي المهاجر | ؟ - 132 هـ       | |
| 101 - 103 هـ  | يزيد بن أبي مسلم الثقفي             | ؟ - ؟            | |
| 103 - 110 هـ  | بشر بن صفوان الكلبي                 | ؟ - ؟            | |
| 110 - 116 هـ  | عبيدة بن عبد الرحمن السلمي          | ؟ - ؟            | |
| 116 - 123 هـ  | عبيد الله بن الحبحاب                | ؟ - ؟            | كان مولى لبني سلول، ثم أصبح كاتباً وولى مصر سنة 111 هـ فإفريقية سنة 116 هـ، وكانت له أعمال وإنجازات كثيرةٌ فيها. ثار عليه البربر في آخر عهده، والتقى جيشه مع جيشهم قرب طنجة، فهزم، وعندما سمع الخليفة بالنبأ عزله عن الولاية                                          |
| 123 - 124 هـ  | كلثوم بن عياض القشيري               | ؟ - 124 هـ       | استمرَّت ثورة البربر في فترة ولايته، حتى حاصروه في سبتة وقتلوه |
| 124 - 127 هـ  | حنظلة بن صفوان                      | ؟ - ؟            | جاء إلى إفريقية بعد مقتل كلثوم بن عياض، وظلَّ والياً عليها حتى ثار عليه عبد الله بن حبيب |
| 127 - 137 هـ  | عبد الرحمن بن حبيب الفهري           | ؟ - 137 هـ       | آخر ولاة العصر الأموي على إفريقية، كان بين الجنود الذين أرسلوا إلى المغرب لقمع ثورة البربر، وبعد انتهاء الثورة أبحر سراً إلى القيروان وثار على حنظلة بن صفوان. ظلَّ حاكماً للمغرب حتى قتله أخواه إلياس وعبد الوارث                                                      |

## الأندلس والغال
| الأندلس والغال |                            |            |  |
| 93 - 95 هـ     | موسى بن نصير               | 19 - 97 هـ |  |
| 95 - 97 هـ     | عبد العزيز بن موسى بن نصير | ؟ - 97 هـ  |  |
| 97 هـ          | أيوب بن حبيب اللخمي        | ؟ - ؟      |  |
| 97 - 100 هـ    | الحر بن عبد الرحمن الثقفي  | ؟ - ؟      |  |
| 100 - 102 هـ   | السمح بن مالك الخولاني     | ؟ - 102 هـ |  |
| 102 - 103 هـ   | عبد الرحمن الغافقي         | ؟ - 114 هـ |  |
| 103 - 107 هـ   | عنبسة بن سحيم الكلبي       | ؟ - 107 هـ |  |
| 107 هـ         | عذرة بن عبد الله الفهري    | ؟ - ؟      |  |
| 107 - 110 هـ   | يحيى بن سلامة الكلبي       | ؟ - ؟      |  |
| 110 هـ         | عثمان بن أبي نسعة الخثعمي  | ؟ - ؟      |  |
| 110 - 111 هـ   | حذيفة بن الأحوص القيسي     | ؟ - ؟      |  |
| 111 - 112 هـ   | الهيثم بن عبيد الكلابي     | ؟ - 112 هـ |  |